# Episodi di Voltron: Legendary Defender (ottava stagione)
L'ottava e ultima stagione della serie d'animazione Voltron: Legendary Defender, composta questa volta da 13 episodi, è stata interamente pubblicata su Netflix il 14 dicembre 2018.
In Italia è stata pubblicata su Netflix l'8 gennaio 2021.
| N° (serie) | N° (stagione) | Titolo originale         | Titolo italiano                        | Data in USA      | Data Italia    |
| ---------- | ------------- | ------------------------ | -------------------------------------- | ---------------- | -------------- |
| 66         | 01            | Launch Date              | La data del lancio                     | 14 dicembre 2018 | 8 gennaio 2021 |
| 67         | 02            | Shadows                  | Ombre                                  | 14 dicembre 2018 | 8 gennaio 2021 |
| 68         | 03            | The Prisoner's Dilemma   | Il dilemma del prigioniero             | 14 dicembre 2018 | 8 gennaio 2021 |
| 69         | 04            | Battle Scars             | Ferite di guerra                       | 14 dicembre 2018 | 8 gennaio 2021 |
| 70         | 05            | The Grudge               | Rancore                                | 14 dicembre 2018 | 8 gennaio 2021 |
| 71         | 06            | Genesis                  | Genesi                                 | 14 dicembre 2018 | 8 gennaio 2021 |
| 72         | 07            | Day Forty-Seven          | Giorno 47                              | 14 dicembre 2018 | 8 gennaio 2021 |
| 73         | 08            | Clear Day                | Giornata limpida                       | 14 dicembre 2018 | 8 gennaio 2021 |
| 74         | 09            | Knights of Light: Part 1 | I cavalieri della luce (prima parte)   | 14 dicembre 2018 | 8 gennaio 2021 |
| 75         | 10            | Knights of Light: Part 2 | I cavalieri della luce (seconda parte) | 14 dicembre 2018 | 8 gennaio 2021 |
| 76         | 11            | Uncharted Regions        | Regioni inesplorate                    | 14 dicembre 2018 | 8 gennaio 2021 |
| 77         | 12            | The Zenith               | Zenithron                              | 14 dicembre 2018 | 8 gennaio 2021 |
| 78         | 13            | The End is the Beginning | La fine è l'inizio                     | 14 dicembre 2018 | 8 gennaio 2021 |